# Шапкин, Иван Михайлович
Иван Михайлович Шапкин (1923 — 14 октября 1978, Горький) — советский инженер-судостроитель, лауреат Ленинской премии.

## Биография
Образование: кораблестроительный факультет Горьковского индустриального института (1956).
Работа: 1950—1954 — в Рыбинском КБ Министерства судостроительной промышленности, с 1954 — начальник отдела, затем зам. главного конструктора ЦКБ по судам на подводных крыльях завода «Красное Сормово».
Ленинская премия 1962 года — за участие в создании скоростных пассажирских речных судов на подводных крыльях.
Трагически ушёл из жизни 14 октября 1978 года.
Похоронен на Бугровском кладбище.